# Heterochelus tridens
Heterochelus tridens är en skalbaggsart som beskrevs av Kulzer 1960. Heterochelus tridens ingår i släktet Heterochelus och familjen Melolonthidae. Inga underarter finns listade i Catalogue of Life.